# Мунозеро
Муно́зеро — озеро в Мурманской области России, на территории Терского района на юго-западе Кольского полуострова. Относится к бассейну Белого моря, связывается с ним через реки Муна и Лямукса.

## Природа
Берега озера пологие, на севере и западе сильно заболоченные. С востока к озеру прилегает сосновый лес, с юга — ряд сопок высотой до 150 метров. Имеет вытянутую с юга на север форму с утолщением в южной части. Длина озера — около 6,8 километра, ширина — от 2,5 на севере до 6,5 в южной части. Крупных островов нет. В северо-восточной части в озеро впадает река Щучья, из северо-западной вытекает река Муна, связывающая Мунозеро с Канозером, расположенным в 20 километрах к западу. В 1,4 километрах к северу лежит небольшое озеро Лямозеро, связанное с Мунозером протокой. С окрестных возвышенностей в озеро впадает множество мелких каменистых ручьёв, самый крупный из них — Травников. Питание озера в основном снеговое. Ледостав в октябре-ноябре, ледоход в мае-начале июня.

## Хозяйственное использование
На юго-восточном берегу озера расположен полузаброшенный посёлок Восточное Мунозеро с населением 10 человек (на 2002 год). По южному берегу Мунозера от посёлка пролегает зимник, ведущий в заброшенный посёлок Печекуры. У северо-западного берега находятся заброшенные строения лесоучастка Мунозеро. К западу от озера начинается территория Канозерского заказника.

## Происшествия
31 мая 2014 года на акватории озера потерпел катастрофу вертолёт Ми-8АМТ (бортовой номер RA-22423) ЗАО «Авиакомпания „СПАРК авиа“». На борту находились 3 члена экипажа и 15 пассажиров. В результате катастрофы 16 человек погибло, 2 получили травмы. Воздушное судно разрушилось и затонуло. Среди пассажиров находился ряд высокопоставленных сотрудников правительства Мурманской области, почти все они погибли..

## Карты
- Лист карты Q-36-XI,XII Умба. Масштаб: 1 : 200 000. Указать дату выпуска/состояния местности.